# Сельское поселение Давыдовка
Сельское поселение Давыдовка — муниципальное образование в Приволжском районе Самарской области.
Административный центр — село Давыдовка.

## Административное устройство
В состав сельского поселения Давыдовка входят:
- село Давыдовка,
- село Екатериновка,
- село Софьино,
- деревня Сперанка.